# Нот, Мартин
Мартин Нот (нем. Martin Noth; 3 августа 1902, Дрезден — 30 мая 1968), Негев, Израиль) — немецкий учёный, педагог, профессор, доктор наук.
Один из самых известных протестантских библеистов, исследователей Ветхого Завета XX века.

## Биография
Обучался в университетах Эрлангена, Ростока и Лейпцига. Ученик Р. Киттеля и А. Альта.
Позже преподавал курс Священного Писания в Грайфсвальдском, Лейпцигском и Кёнигсбергском университетах. В 27 лет стал полным профессором в Кенигсберге.
С приходом к власти Гитлера подвергался преследованиям как представитель антинацистской «Исповеднической церкви».
Участник Второй мировой войны. В 1939—1941 и 1943—1945 — служил солдатом в вермахте.
С 1945 до своей отставки в 1967 году был профессором Боннского университета, в 1947/48 и 1957/58 избирался его ректором.
В 1967 году переехал в Иерусалим, где руководил немецким протестантским «Научным Институтом Святой Земли».
Умер 30 мая 1968 во время научной экспедиции в пустыне Негев. Похоронен в Вифлееме.

## Научно-исследовательская деятельность
Автор аргументации в пользу того, что первый цикл Исторических книг Ветхого Завета (Книга Иисуса Навина, Книга Судей Израилевых, Книга Царств) в литературном и религиозном отношениях тесно связан со Второзаконием, которое служило к ним своего рода прологом. В отличие от Второзаконнической истории, традиция Яхвиста и Элохиста развивалась независимо (начало этих традиций Нот возводит к эпохе судей). Он ставил задачу реконструировать ход ветхозаветных событий в рамках древневосточного контекста.
Труды автора отмечены двумя характерными особенностями: он скептически относился к достоверности сказаний Пятикнижия Моисея, и пытался путём смелых гипотез решить ряд библио-исторических проблем. В своей «Истории Израиля» («Geschichte Israels», Gott., 1950) Нот развивал гипотезу, высказанную давно, о двух разнородных традициях, которые исходили от двух групп израильтян. Одна проникла в Ханаан мирным путём и образовала амфиктионию в районе Сихема, а другая проложила себе путь с боями. Именно последняя пришла из Египта, и её предания связаны с именем Моисея. Однако в этих преданиях, по мнению автора, сохранились лишь смутные отголоски действительных событий.
Внёс большой вклад в развитие библейской географии, школа А. Альта и М. Нота развила «территориальное» направление этой науки.
Связь Ветхого Завета с Древним Востоком рассмотрена им в труде «Мир Ветхого Завета» ("Die Welt des Alten Testaments, B., 1940). Им были также составлены толкования на Книги Исход (1959), Левит (1962), Чисел (1966) и Иисуса Навина (1938).

## Избранные труды
- A History of Pentateuchal Traditions
- History of Israel: Biblical History
- The Deuteronomistic History
- Überlieferungsgeschichtliche Studien: Die sammelnden und bearbeitenden Geschichtswerke im Alten Testament
- История Древнего Израиля = History of Ancient Israel. / Пер. Ю. П. Вартанова. — СПб.: Изд-во «Дмитрий Буланин», 2014. — 496 с. — Серия «Biblia continua». — ISBN 978-5-86007-751-5